# Gaetano Negri
Gaetano Negri (Milano, 11 luglio 1838 – Varazze, 31 luglio 1902) è stato un militare, storico, critico letterario, geologo, politico e scrittore italiano.
Fu deputato e senatore del Regno d'Italia, rispettivamente nella XIV e dalla XVII legislatura, nonché sindaco di Milano.

## Biografia
Gaetano Negri nacque a Milano l'11 luglio 1838, da Luigi e Giulia Vassalli.
Letterato, con interessi che abbracciavano discipline sia umanistiche che scientifiche, dalla storia alla geologia, ebbe importanti cariche politiche. Fu, infatti, sindaco di Milano dal 1884 al 1889, deputato dal 1880 al 1882, infine nominato senatore nel 1890.
In precedenza al proprio impegno politico, Gaetano Negri si era distinto come ufficiale dell'esercito italiano nell'Italia meridionale, in particolare contro due bande di briganti nei territori di Montesarchio e Calitri, ricevendone due medaglie al valor militare.
Partecipò alla strage di Pontelandolfo descrivendo gli orrori che i piemontesi perpetrarono a danno della popolazione civile.
Quando intraprese l'avventura politica, entrò nelle schiere della Destra storica e si dedicò prevalentemente a vita privata, amministrando le proprietà che la sua famiglia possedeva a Cassinetta di Lugagnano.

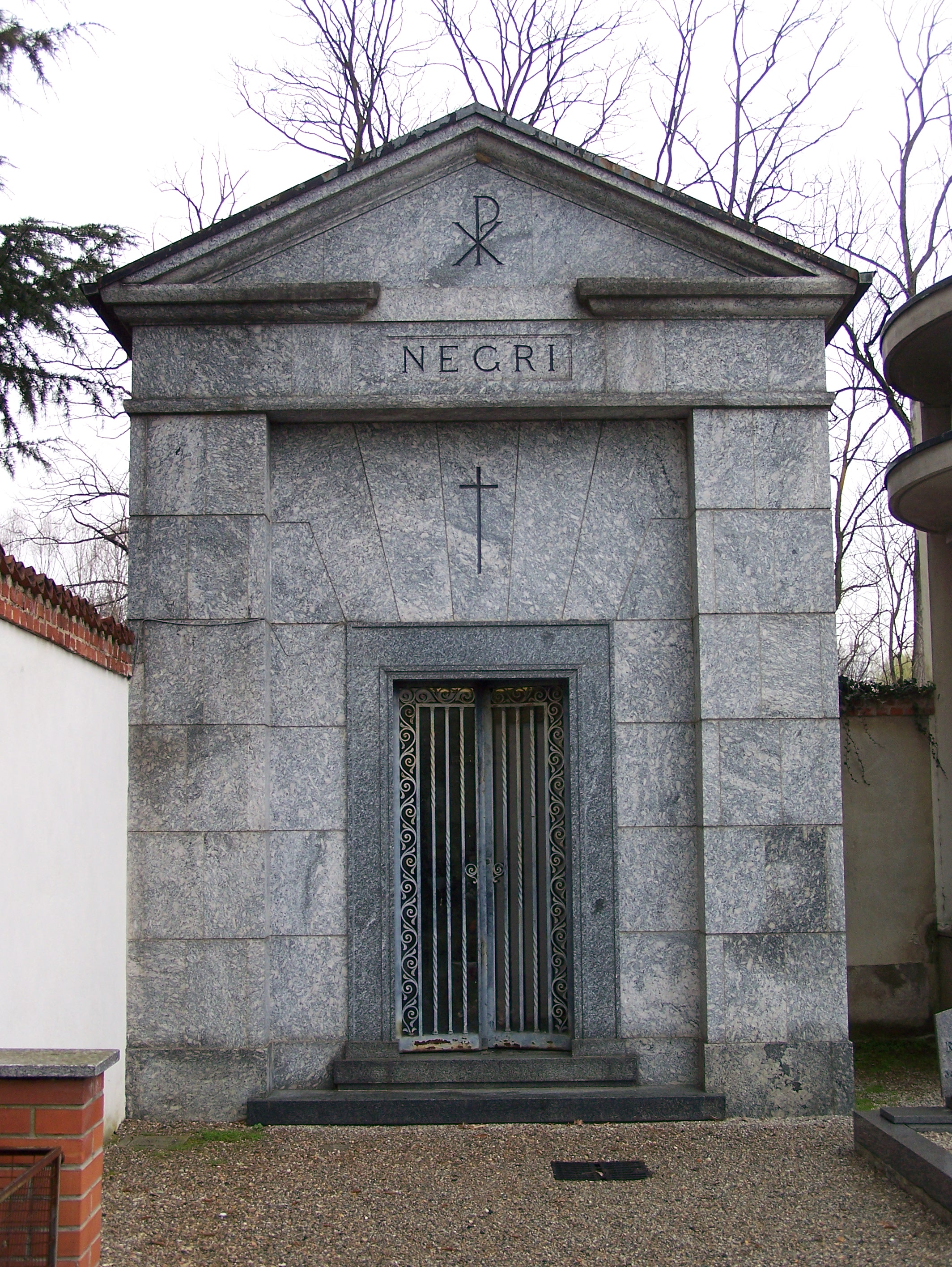
Tomba della famiglia Negri nel cimitero di Cassinetta di Lugagnano.

Nel 1891, per la Hoepli, effettuò una nuova traduzione in italiano della favola Pierino Porcospino (ed.or. Der Struwwelpeter) di Heinrich Hoffmann, che riscosse particolare successo, curandone poi, nel 1898, una sorta di continuazione, sotto il titolo Pierino porcospino vivente, caratterizzata da otto «figure mobili».
Collaborò attivamente con alcuni importanti periodici, fra cui «La Perseveranza» e «Nuova Antologia». Scrisse diverse opere di divulgazione storica (specie di storia antica e moderna) e letteraria, più volte riedite, in particolare con la curatela del genero Michele Scherillo. 
Tra le prime, oltre al saggio su Bismarck, si segnala la fortunata biografia di Giuliano l'Apostata; tra le seconde si annoverano soprattutto i suoi lavori su George Eliot e Anatole France. 
Tale attività fu definita di «scarso pregio» da Benedetto Croce, il quale se ne soffermò in un saggio critico del 1908, confluito poi nel III volume della sua Letteratura della nuova Italia, segnalando tuttavia come Negri fosse stato «qualcosa di più e di meglio di un semplice letterato», cioè un patriota e un uomo politico di fermi ideali e propositi, che gli facevano meritare appieno la rinomanza di cui godeva.
Membro effettivo (dal 3 dicembre 1891), poi vicepresidente (1896-1897;1900-1901) ed infine presidente (1898-1899; 1902) dell'Istituto lombardo di scienze e lettere di Milano, Negri fu anche corrispondente della Società Reale di Napoli dal 4 dicembre 1898, socio corrispondente dell'Accademia dei Lincei di Roma dal 13 luglio 1902 e presidente della Società Italiana di Scienze Naturali dal 1892 al 1894.
Sposò la Nobile Carolina (detta Carlotta) Origoni, da cui ebbe sei figli: Carlo, Giulia, Anna, Teresa (sposatasi con Michele Scherillo), Luigia Carlotta (detta Gina, sposatasi con Camillo Giussani) e Antonio.
Morì a Varazze il 31 luglio 1902, a seguito di una caduta, e venne tumulato nella cappella di famiglia presso il cimitero di Cassinetta di Lugagnano.
Fu pronipote "ex fratre" del Barone Antonio Paolo Negri.

## Opere principali

### Di argomento letterario
- George Eliot. La sua vita e i suoi romanzi, 2 voll., Fratelli Treves, Milano 1891 (II ed. 1893; III ed. Baldini e Castoldi 1903)
- Segni dei tempi. Profili e bozzetti letterari, Hoepli, Milano 1893 (II ed. 1897; III ed. 1903, IV ed. 1909)
- Meditazioni vagabonde. Saggi critici, Hoepli, Milano 1897

### Di argomento storico
- La crisi religiosa, Dumolard, Milano 1877 (II ed. 1878)[7]
- Bismarck. Saggio storico, Fratelli Treves, Milano 1884.
- Nel presente e nel passato. Profili e bozzetti storici, Hoepli, Milano 1893 (II ed. 1905)
- L'imperatore Giuliano l'Apostata, Hoepli 1901 (II ed. 1902, anche in inglese New York 1905; III ed. 1914; IV ed. 1928; V ed. 1954; rist. an. Genova e La Spezia 1990)

### Di argomento diverso
- La Teoria della evoluzione nelle Scienze naturali, Tip. Bernardoni, Milano 1872
- Descrizione dei terreni componenti il suolo d'Italia, (Geologia d'Italia, vol. II), F. Vallardi, Milano 1873
- Rumori mondani, Hoepli, Milano 1894 (II ed. 1907).
- Opere, 2 voll., Hoepli, Milano 1904-1906.